# Parallellrörelse
Parallellrörelse sker när två stämmor rör sig i samma riktning med oförändrat avstånd till varandra. Andra typer av merstämmig rörelse är medrörelse, motrörelse och sidorörelse.

## Historik
I den tidiga renässansens kontrapunktlära undvek man att parallellföra oktaver och kvinter då dessa parallellrörelser ansågs störa stämmornas självständighet. Denna regel lever kvar långt in på 1800-talet och först under impressionismen bortser man från ”förbudet” mot oktav- och kvintparalleller.
I sträng sats brukar även s.k. förtäckta paralleller, d.v.s. medrörelse som resulterar i kvint- eller oktavklang, undvikas; åtminstone när det rör sig om en sats ytterstämmor (bas och sopran).